# Kalga (Ort)

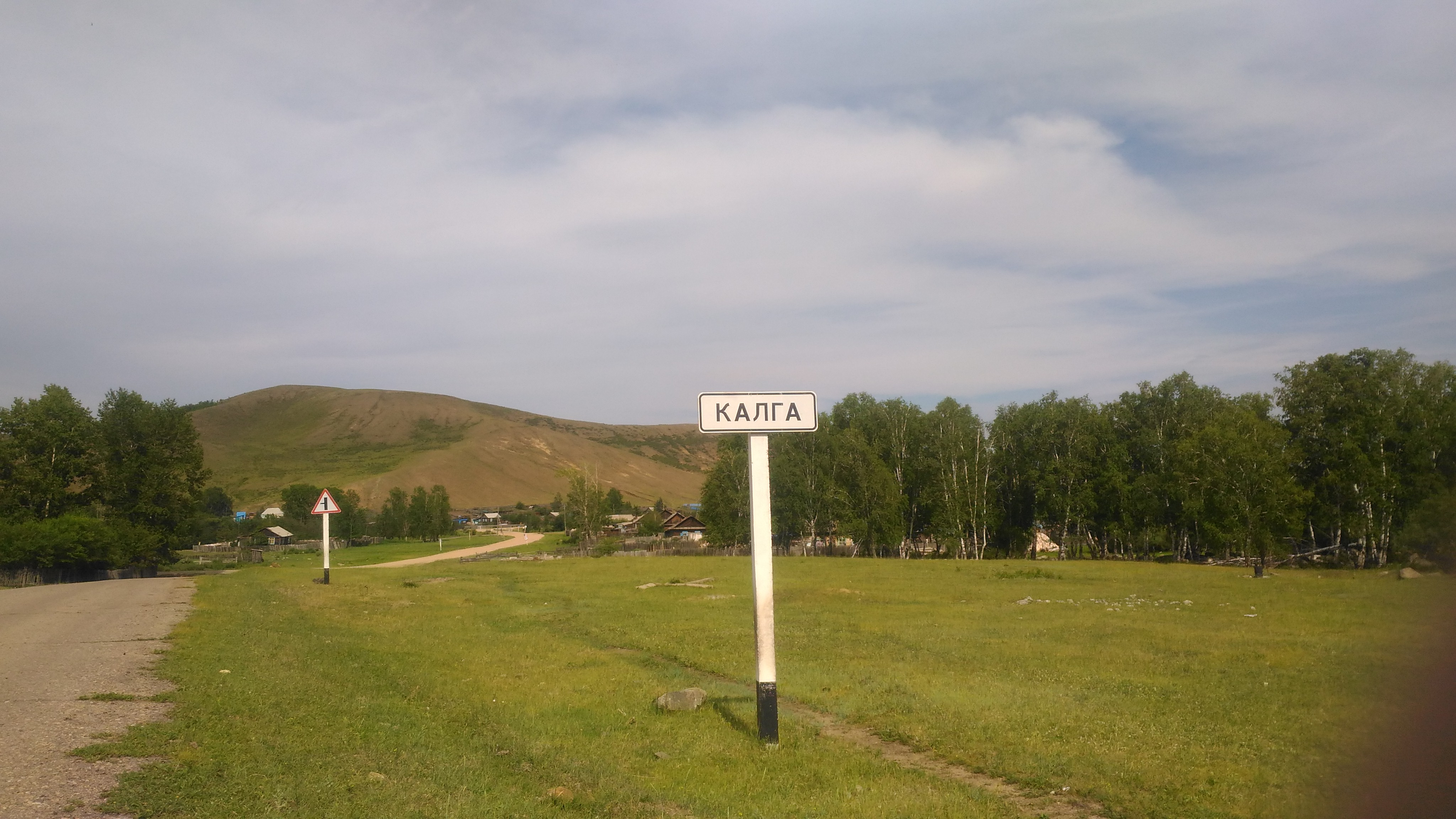
Kalga – Ortseingang

Kalga (russisch Калга) ist ein Dorf (selo) in der Region Transbaikalien in Russland mit 3425 Einwohnern (Stand 14. Oktober 2010).

## Geographie
Der Ort liegt knapp 400 km Luftlinie ostsüdöstlich der Regionshauptstadt Tschita an der südöstlichen Flanke des Nertscha-Gebirges (Nertschinski chrebet) mit dem ihm vorgelagerten Klitschka-Kamm (Klitschkinski chrebet). Er befindet sich am Oberlauf des gleichnamigen Flusses Kalga, eines Zuflusses des Argun-Nebenflusses Werchnjaja Borsja.
Kalga ist Verwaltungszentrum des Rajons Kalganski sowie Sitz und einzige Ortschaft der Landgemeinde Kalganskoje selskoje posselenije.

## Geschichte
Das Dorf wurde 1777 von verbannten Teilnehmern des Pugatschow-Aufstandes gegründet. In der Mitte des 19. Jahrhunderts wurden Kosaken angesiedelt, und von 1872 bis 1918 besaß Kalga den Status einer Staniza. Ab 1926 gehörte das Dorf zum Byrkinski rajon, bevor es 1942 Verwaltungssitz eines aus diesem ausgegliederten Rajons wurde.

### Bevölkerungsentwicklung
| Jahr | Einwohner |
| ---- | --------- |
| 1902 | 2054      |
| 1959 | 3369      |
| 1970 | 4061      |
| 1979 | 4201      |
| 1989 | 4412      |
| 2002 | 3735      |
| 2010 | 3425      |

Anmerkung: ab 1959 Volkszählungsdaten

## Verkehr
Kalga liegt an der Regionalstraße R430 Borsja – Alexandrowski Sawod – Nertschinski Sawod.